# Bramwell (Virginie-Occidentale)
Pour les articles homonymes, voir Bramwell.
Bramwell est une ville américaine située dans le comté de Mercer en Virginie-Occidentale.
Selon le recensement de 2010, Bramwell compte 364 habitants. La municipalité s'étend sur 0,58 milles carrés (1,5 km2), dont 0,55 milles carrés (1,42 km2) de terres.
La ville, qui devient une municipalité en 1888, est nommée en l'honneur de J. H. Bramwell, ingénieur civil et exploitant d'une mine de charbon,.